# 혼나카노역
혼나카노역(일본어: 本中野駅, ほんなかのえき)은 일본 군마현 오라군 오라정에 있는 도부 철도 고이즈미 선의 역이다. 역 번호는 TI 42이다.

## 역사
- 1917년 3월 12일: 영업 개시.
- 1922년 6월 1일: 이전.
- 1963년: 화물 취급 폐지.

## 역 구조
상대식 승강장 2면 2선의 지상역이다. 역사는 다테바야시 방향 측에 있고, 니시코이즈미 방면으로는 과선교에 의하여 연결된다. 역의 영업 시간은 6:00 ~ 21:00이다.

### 승강장
| 번호 | 노선        | 방향 | 행선              |
| ---- | ----------- | ---- | ----------------- |
| 1    | 고이즈미 선 | 상행 | 다테바야시 방면   |
| 2    | 고이즈미 선 | 하행 | 니시코이즈미 방면 |

## 역 주변
- 오라 정사무소
- 오라 정립 도서관
- 오라 심볼 타워 "미래 MiRAi"
- 다테바야시 소방서 오라 분소
- 오라 정립 오라 중학교
- 오라 정립 나카노 초등학교
- 오라 정립 나카노히가시 초등학교
- 신나카노 단지
- 나카노 우체국
- 우메미야 신사
- 고젠지
- 나카노 그리스도 교회

## 인접역
| 도부 철도 고이즈미 선          | 도부 철도 고이즈미 선 | 도부 철도 고이즈미 선            |
| ------------------------------ | --------------------- | -------------------------------- |
| TI 41 나루시마 다테바야시 방면 |                       | 시노즈카 TI 43 니시코이즈미 방면 |